# Универзитет Бригам Јанг
Универзитет Бригам Јанг (енгл. Brigham Young University) је приватни универзитет у Прову. Основао га је 1875. верски вођа Бригам Јанг, а подржава га Црква Исуса Христа светаца последњих дана.